# Mart Raud
Mart Raud (eigentlich Martin Raud, * 14. September 1903 in Laanekuru, Russisches Kaiserreich, heute Landgemeinde Pärsti/Estland; † 6. Juli 1980 in Tallinn) war ein estnischer Schriftsteller, Lyriker und Dramatiker.

## Leben und Werk
Mart Raud besuchte die Dorfschule in Heimtali (heute Landgemeinde Pärsti) sowie die Kirchspiel-Schulen in Paistu und Viljandi. Später hörte er regelmäßig an der Universität Tartu Vorlesungen in Literaturwissenschaft.
Mart Raud debütierte 1919 als Lyriker. Ab 1924 verdiente er sich mit dem Schreiben seinen Lebensunterhalt. Seine beiden ersten Gedichtanthologien Kangastused (1924) und Äitsmik (1925) enthielten vor allem Mundart-Gedichte aus seiner Heimat, dem Kreis Viljandi im lokalen Dialekt Mulgi. In der Gedichtsammlung Rusemed (1927) tritt Mart Raud mit grotesken Bildern hervor. Er wandte sich in dieser Zeit immer mehr sozialen und gesellschaftlichen Fragen zu. In den 1920er Jahren veröffentlichte er auch Kurzprosa. Als Fortsetzungsromane erschienen in estnischen Zeitungen Metsa Manni (1924) und Uued inimesed (1925).
Ende der 1930er Jahre wurden seine Gedichte in dem Sammelband Arbujad (Die Beschwörer) aufgenommen, obwohl sie kaum Berührungspunkte mit den anderen Gedichten der Anthologie aufwiesen. Nach der Sowjetisierung Estlands 1940 stand er loyal zu den neuen Machthabern – ganz im Gegensatz zu den anderen Beschwörern, die ins Exil gingen, zum Schweigen verurteilt waren oder gar nach Sibirien deportiert worden sind.
Während und nach dem Zweiten Weltkrieg erschienen seine kommunistisch-heroischen Gedichtsammlungen Sõjasõna (1943) und Jõud ja valgus (1948). Beide sind von einer lebensbejahenden Botschaft geprägt. Seit den 1960er Jahren standen Gedanken über Land und Volk im Mittelpunkt seines Schaffens. Sowohl die Probleme des Einzelnen als auch die der Menschheit rückten mehr und mehr ins Zentrum seiner Lyrik. Daneben schrieb Raud Gedichte in einem ironischen Ton mit Sinn für Schalk und Humor sowie Epigramme und Akrosticha. Auch als Literaturkritiker machte sich Raud einen Namen.
Mart Raud liegt heute auf dem Tallinner Waldfriedhof begraben.

## Übersetzungen ins Deutsche
Von Raud sind verstreut Gedichte erschienen sowie eine Kurzgeschichte:
- „Der Windbeutel“. Übersetzt von Aivo Kaidja, in: Estnische Novellen. Ausgewählt von Endel Sõgel. Tallinn: Perioodika 1979, S. 191–209.

## Privatleben
Mart Raud war der Vater des estnischen Schriftstellers Eno Raud (1928–1996) und der Textilkünstlerin Anu Raud (* 1943) sowie der Großvater der Schriftsteller Rein Raud und Mihkel Raud und der Schriftstellerin und Künstlerin Piret Raud. Mart Raud heiratete 1941 die estnische Anglistin und Übersetzerin Valda Raud (geb. Aaviste, 1920–2013).